# 女たちよ
『女たちよ』（おんなたちよ）は、日本の歌手である沢田研二の20作目となるオリジナル・アルバム。
1983年10月1日にポリドール （現ユニバーサルミュージック）からLP盤でリリースされた。
その後CD化され、1991年と1996年に東芝EMIから、また2005年にはユニバーサルミュージックから再リリースされている。

## 解説
本作は詩人の高橋睦郎が「源氏物語」を歌えるのは沢田しかない、と惚れこんで生まれたコンセプト・アルバムである。楽曲は「源氏」の各帖をモチーフとしており、全て高橋が作詞している。作曲は筒美京平、編曲は大村雅朗が全曲を担当し、演奏ではEXOTICSの他に白井良明（ギター）などが参加している。
ビジュアルワークは、早川タケジが担当しており、高橋の詩や短文も掲載されている。
数々のヒット曲を書いている筒美京平だが、共演は少なく、1971年のアルバム『JULIE II』の「二人の生活」以来である。
また、イエロー・マジック・オーケストラの楽曲に関わっていたプログラマの松武秀樹が参加している。

## 収録曲
全曲、作詞：高橋睦郎／作曲：筒美京平／編曲：大村雅朗
1. 藤いろの恋
2. 夕顔　はかないひと
3. おぼろ月夜だった
4. さすらって
5. 愛の旅人
6. エピソード
7. 水をへだてて
8. 二つの夜
9. ただよう小舟
10. 物語の終わりの朝は

## 参加ミュージシャン
- 吉田建 - ベース
- 上原裕 - ドラムス
- 柴山和彦 - エレクトリック・ギター
- 安田尚哉 - エレクトリック・ギター
- 西平彰 - キーボード
- 白井良明 - エレクトリック・ギター
- ペッカー - パーカッション
- 松武秀樹 - コンピューター・プログラマー